# Land Rover Discovery
Der Land Rover Discovery ist ursprünglich ein Geländewagen und ab der fünften Generation ein SUV des britischen Herstellers Land Rover. Das 1989 vorgestellte Fahrzeug wurde unterhalb des luxuriösen Range Rovers positioniert. Im Laufe der Jahre wurde der Discovery unter anderem mit ABS, Airbags, Automatikgetriebe, Luftfedern hinten sowie verschiedenen elektronischen Fahrhilfen ausgestattet, sodass das Modell ein hochpreisiges Premiumprodukt wurde.

## Discovery Series I (1989–1998)
Im Jahr 1986 entschied Land Rover, ein relativ preisgünstiges Modell zwischen dem bis 1990 nur als Land Rover bezeichneten Defender und dem Range Rover anzubieten und begann mit der Entwicklung eines Autos in der Preisklasse zwischen 35.000 DM und 50.000 DM. Japanische Geländewagenhersteller drängten auf den europäischen Markt und machten ein schnelles Handeln erforderlich. In nur drei Jahren entwickelte Mike Donovan mit seinem Team den Discovery, der im Oktober 1989 mit einem Preis von 45.350 DM auf den Markt kam.
Karosserie und Fahrwerk orientierten sich am damaligen Range Rover mit 2,54 m (100 Zoll) Radstand. Einen Teil des Erfolges verdankte der Discovery seinem neuen Dieselmotor (Tdi), der 83 kW (113 PS) bei 4000/min leistete. Der Hubraum von 2496 cm³ entsprach dem zuvor verwendeten Dieselmotor. Auf der Grundlage des alten Motorblocks war zusammen mit dem österreichischen Hersteller AVL List ein neuer Motor entwickelt worden. Auf verschiedenen Märkten war auch ein 3,5-Liter-V8 mit 113 kW (155 PS) und später mit 3,9-Liter-V8 134 kW (182 PS) im Angebot. Im Laufe der Zeit wurde der Tdi weiterentwickelt und der 200 vom 300 Tdi abgelöst. Die elektronischen Steuereinheiten der Motoren wurden verfeinert und ihr Drehmoment erhöht.
1994 erhielt das Modell ein Facelift, bei dem unter anderem der 200 TDI-Motor durch den 300 TDI-Motor und der 3,5-Liter-V8-Motor durch einen 3,9-Liter-V8-Motor mit 134 kW (182 PS) ersetzt wurde. Der Discovery erhielt größere Frontscheinwerfer und eine zweite Reihe Rückleuchten in der Heckstoßstange.
Bis Ende 1998 wurden 353.843 Discovery der ersten Serie verkauft. Der Discovery war zu dieser Zeit der meistverkaufte Land Rover und übertraf den Defender. Der Discovery richtete sich aber auch an eine andere Zielgruppe, da er gute Straßen- und Geländeeigenschaften vereinigte.

Als Special Editions wurden unter anderem angeboten: Country Life (Schweiz 1991), Freestyle (Frankreich 1993), County Rider (Frankreich 1993), Sunset (Deutschland 1995), Sunseeker (Deutschland 1996), Camel Trophy (Deutschland 1998) und Esquire (Deutschland 1998).

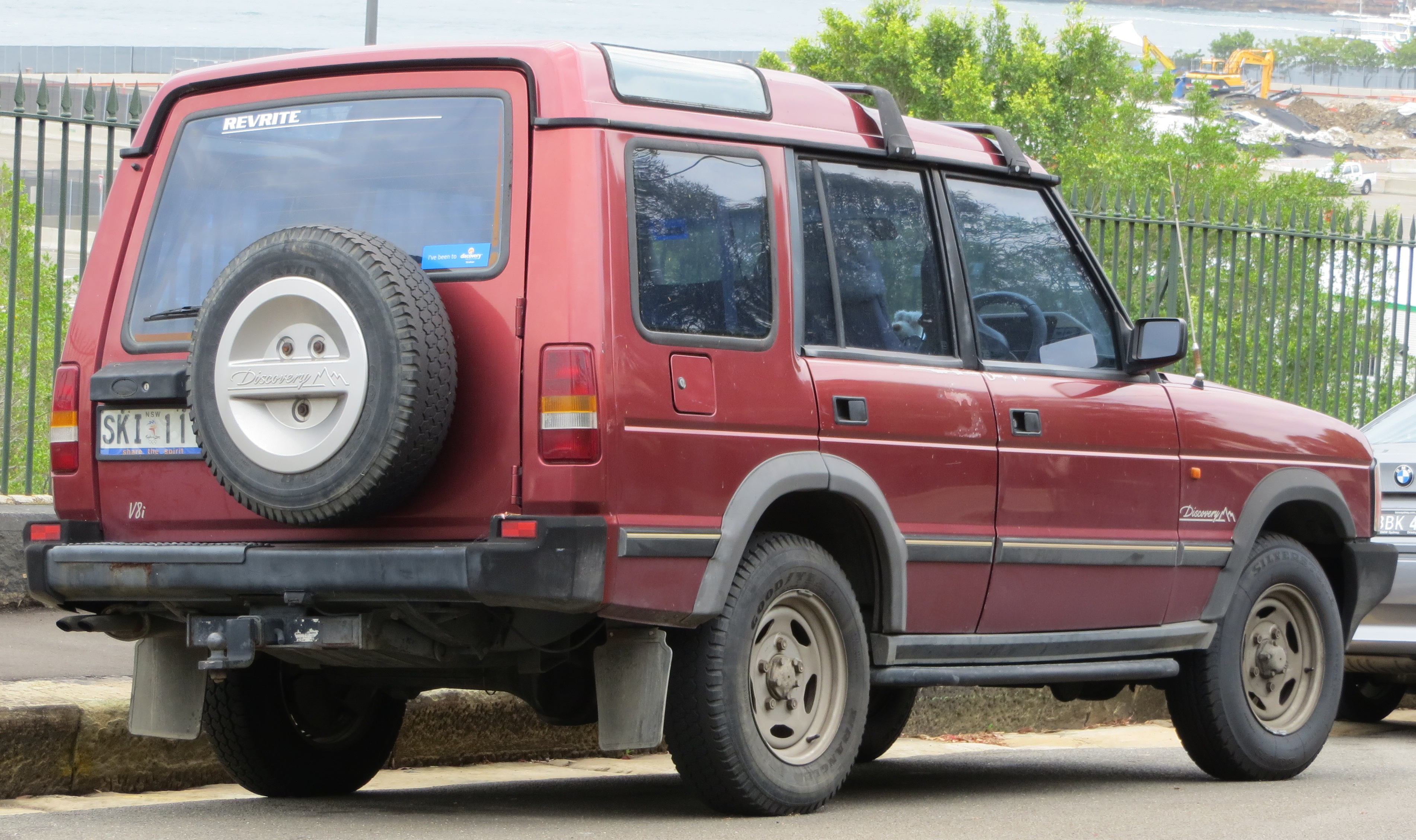
Heckansicht
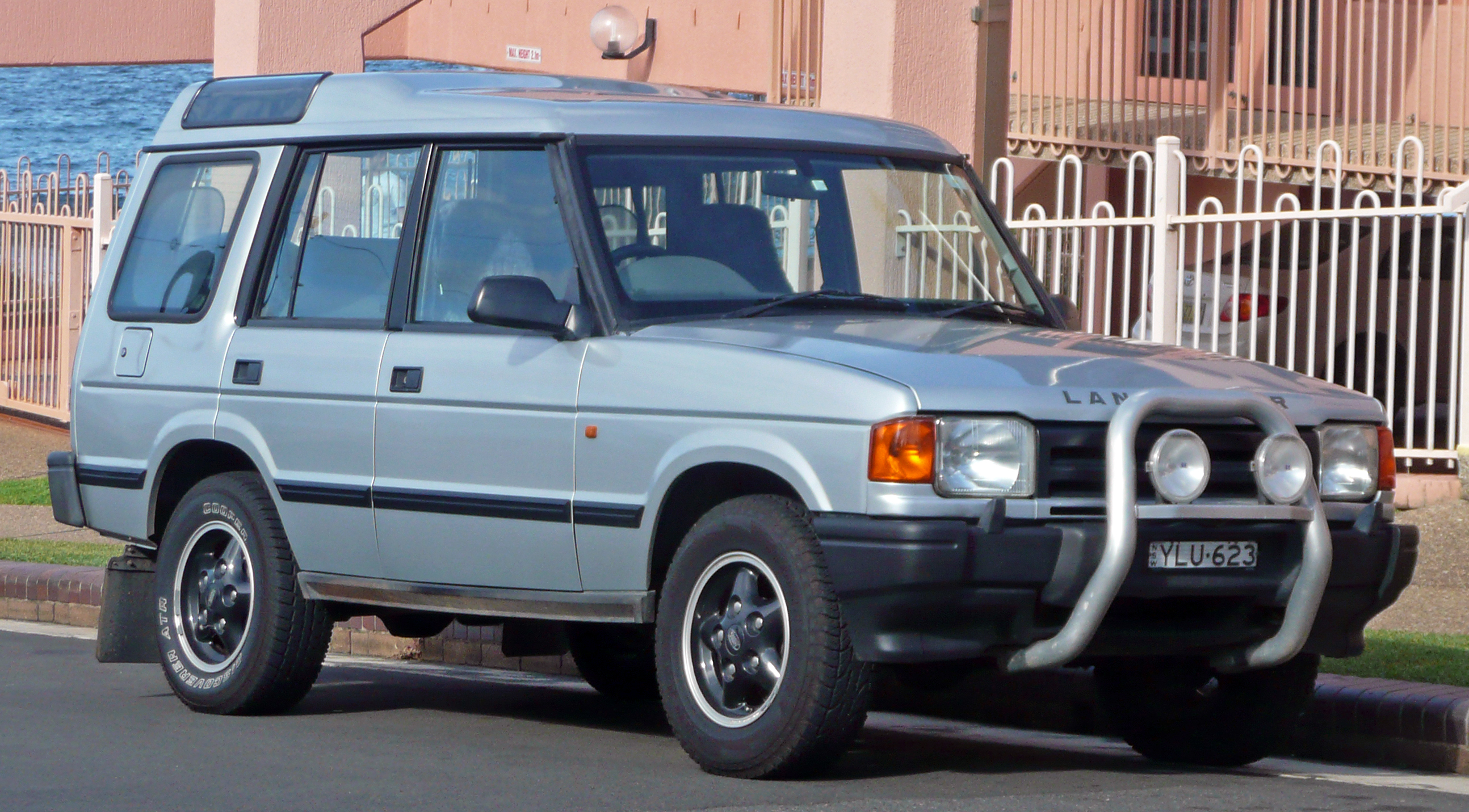
Facelift (1994–1998)
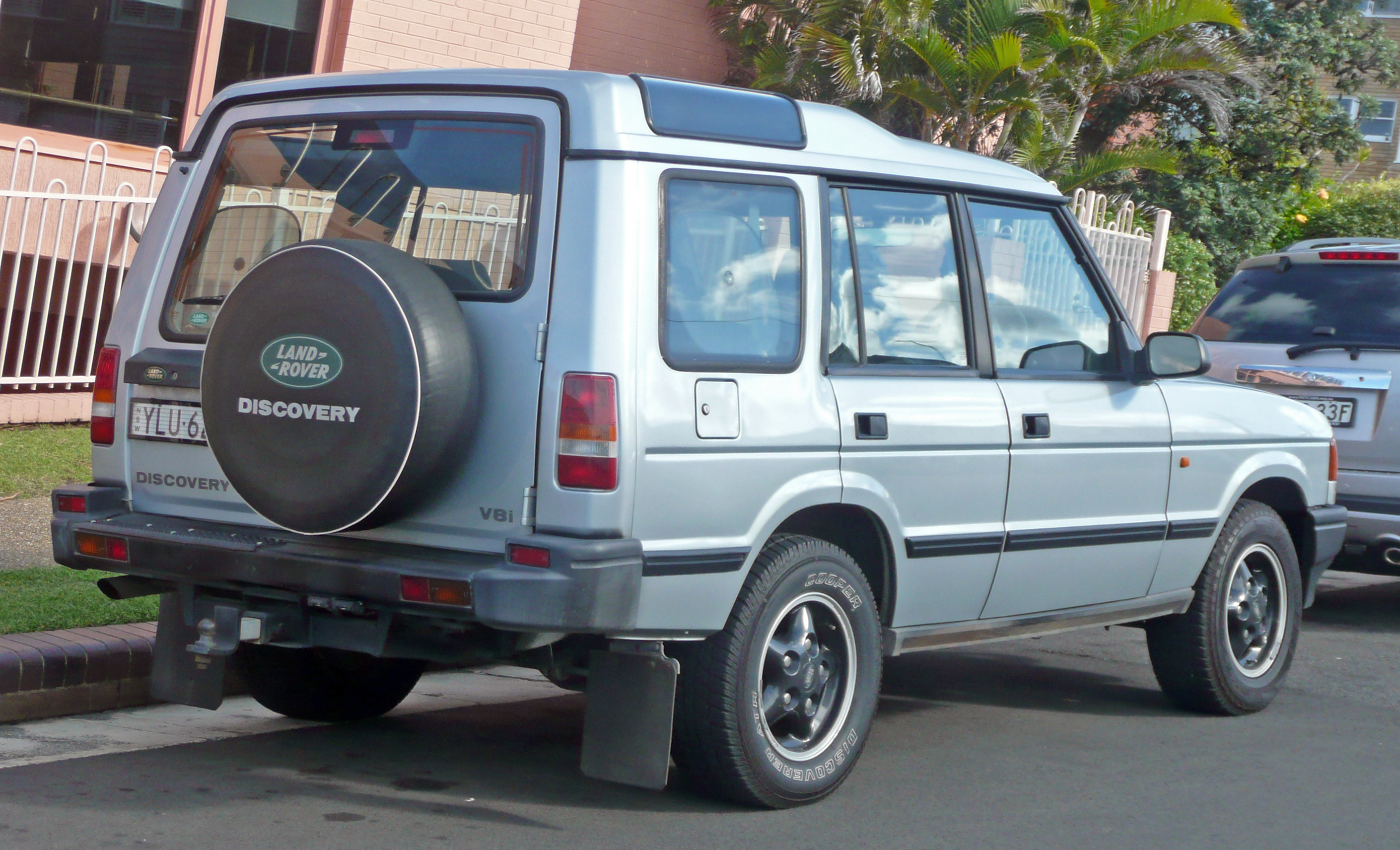
Heckansicht
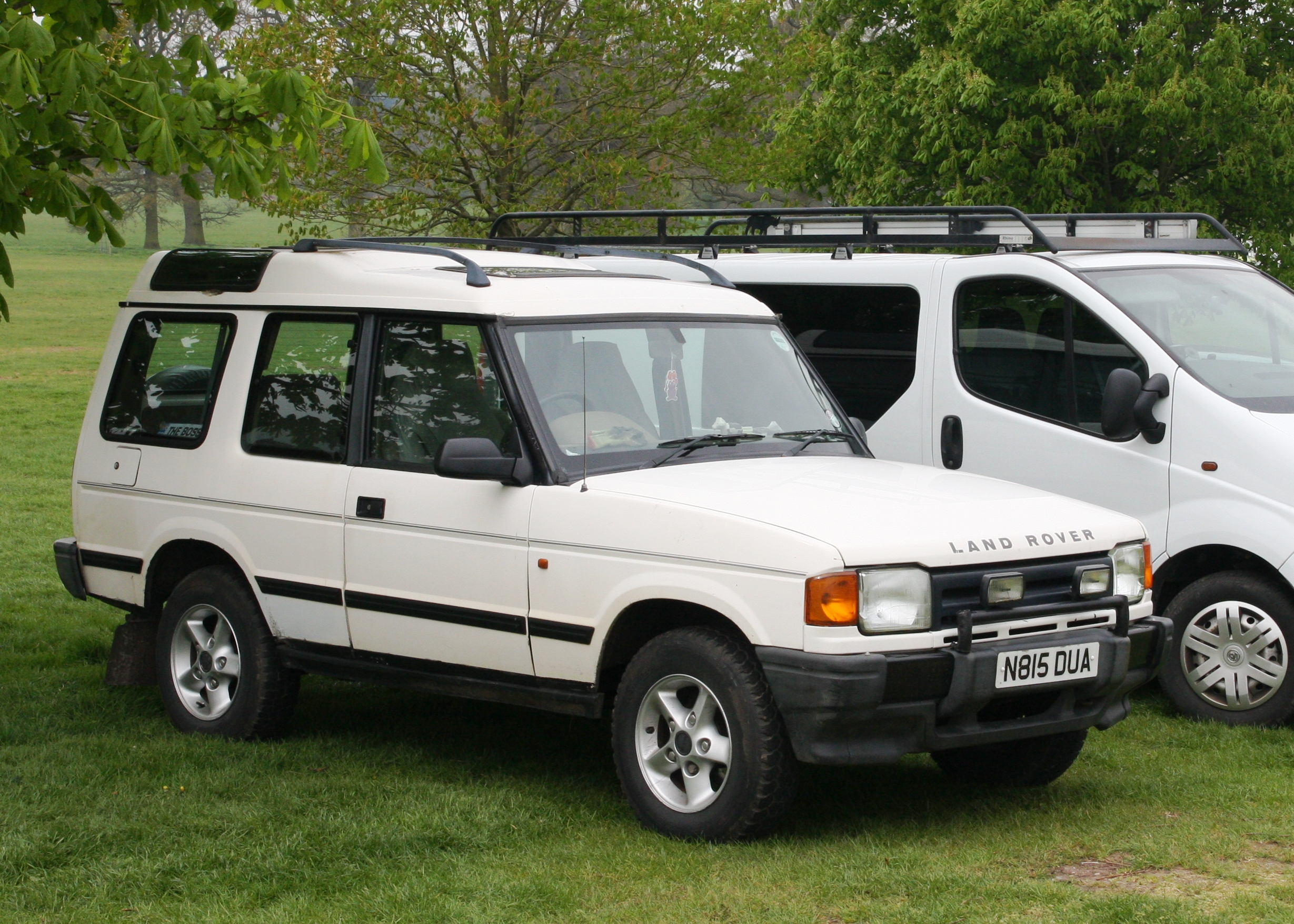
Land Rover Discovery Tdi (1995)
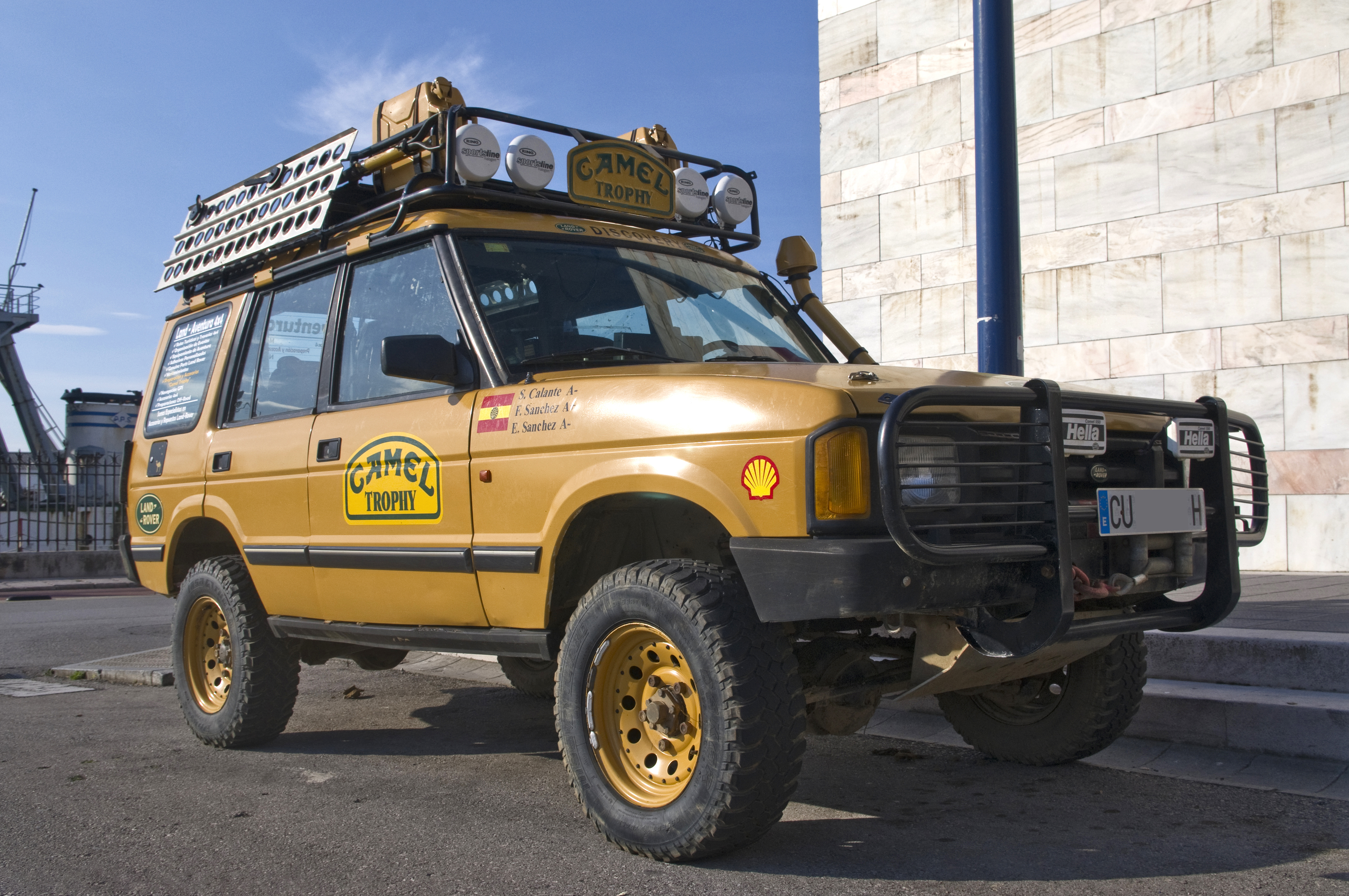
Land Rover Discovery Camel Trophy

### Honda Crossroad
Unter dem Namen Honda Crossroad wurde der Discovery mit dem 3,9-Liter-V8-Motor von Mitte 1993 bis Herbst 1998 in Japan und Neuseeland verkauft. Der Crossroad ist bis heute das einzige Fahrzeug von Honda, das mit V8-Motor verkauft wurde. Das Modell entstand durch die Kooperation zwischen Honda und der Rover Group, aus der auch Modelle wie der Honda Concerto oder der Rover 400 hervorgingen.

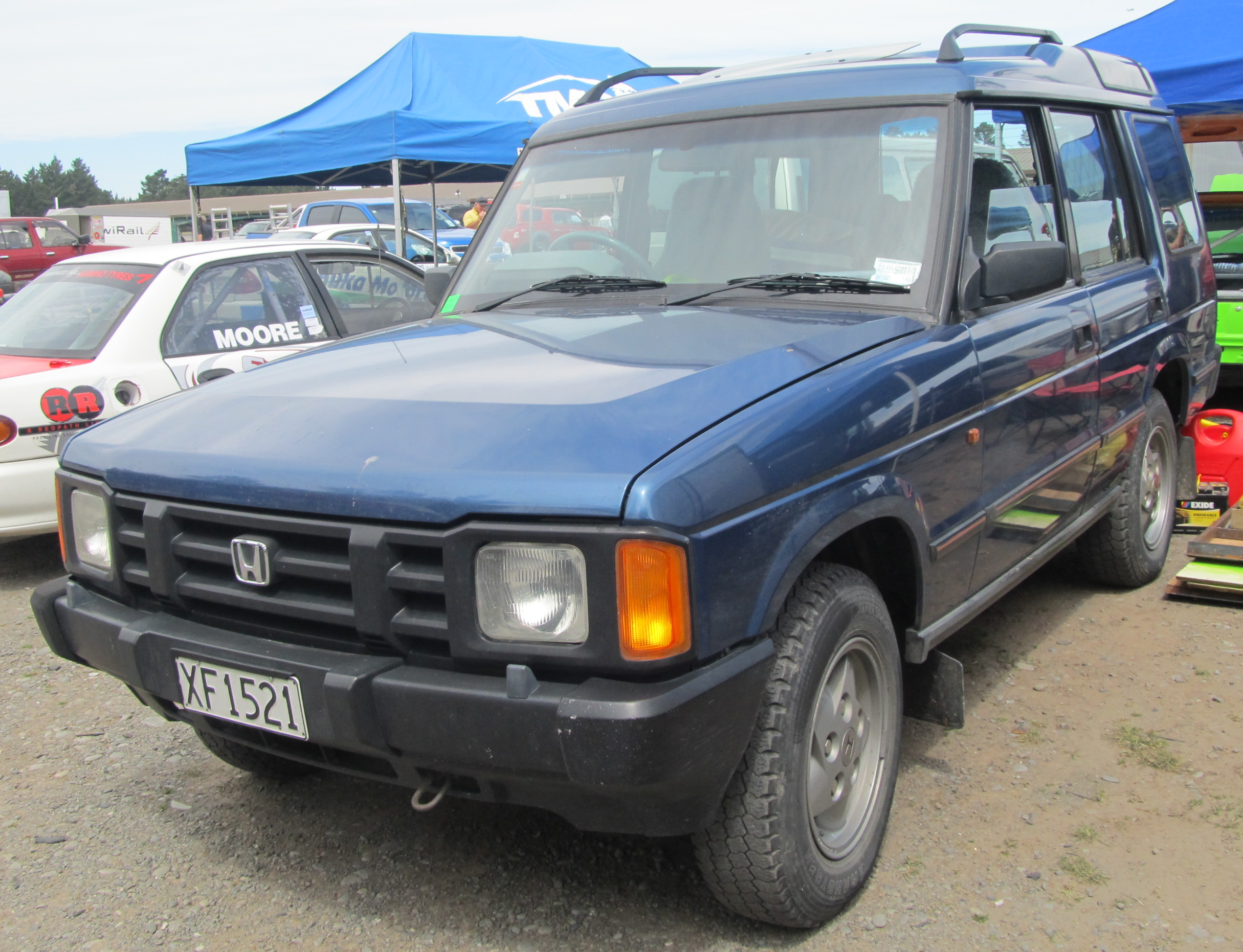
Honda Crossroad (1993–1998)

## Discovery Series II (1998–2004)
Der im November 1998 präsentierte Discovery Series II wurde von einem Leichtmetall-4,0-Liter-V8 mit 136 kW (185 PS) oder einen 2,5-Liter-Td5-Dieselmotor mit 102 kW (139 PS) angetrieben, beide hatten einen serienmäßigen Allradantrieb. Ab Frühjahr 2003 gab es einen 4,6-Liter-V8-Motor mit 162 kW (220 PS), jedoch nicht auf dem deutschen Markt.
Gegen einen Aufpreis von damals 4000 DM gab es ein Vierstufenautomatikgetriebe. Ein Antiblockiersystem (ABS) mit einem damals neuen Bremssystem war serienmäßig. Ein weiteres technisches Merkmal war das Active Cornering Enhancement (ACE). Es unterdrückt die Seitenneigung der Karosserie für ein sichereres Fahrgefühl, die Gefahr des Kippens bei einem abrupten Ausweichmanöver wird gebannt. Zudem gab es das sogenannte Self Levelling Suspension (SLS), ein Assistenzsystem, das eine automatische Niveauregulierung an der Hinterachse bewerkstelligt. Die Traktionskontrolle Electronic Traction Control (ETC) sorgte dafür, dass wenn an einem Rad Schlupf auftritt, die Antriebskraft an die Räder geleitet wird, die Grip vorfinden. In der Länge wuchs der zweite Discovery um 6,5 cm. Der Radstand blieb jedoch gleich. Optional gab es eine dritte Sitzreihe, sodass sieben Sitze verfügbar waren. Diese hatten entweder eine serienmäßige Stoffpolsterung oder eine optional erhältliche Lederausstattung. Ab dem Jahr 2000 war ein Harman-Kardon-Audiosystem serienmäßig.

### Modellpflege
Ende 2002 wurde der Discovery einer umfangreichen Modellpflege unterzogen. Es gab einige Neuerungen wie zum Beispiel an den Scheinwerfern, die eine größere Reichweite bekamen. Ledersitze, Klimaautomatik oder elektrisch verstellbare Vordersitze gab es gegen Aufpreis. Ein Ziel, das Land Rover mit dem überarbeiteten Discovery verfolgte, war die Verkaufszahlen anzukurbeln, da diese seit dem Vorgänger um 63 Prozent gefallen waren. Zu den Motoren gehörten der von Land Rover selbst entwickelte 2,5-Liter-Direkteinspritzer-Diesel mit Pumpe-Düse-Technik mit einer Leistung von 102 kW (139 PS). Der 4,0-Liter-V8 leistete 136 kW (185 PS).

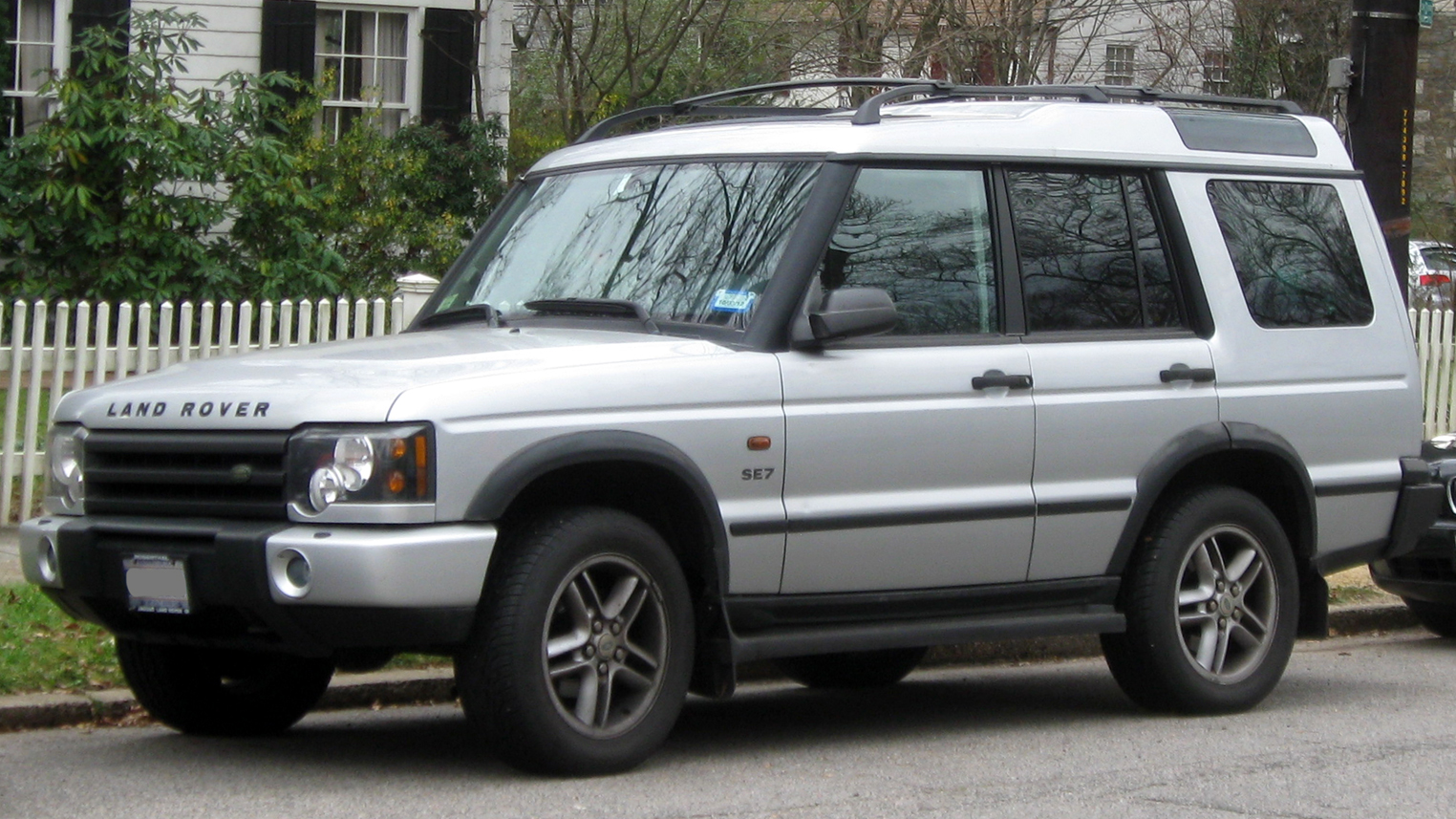
Land Rover Discovery (2002–2004)
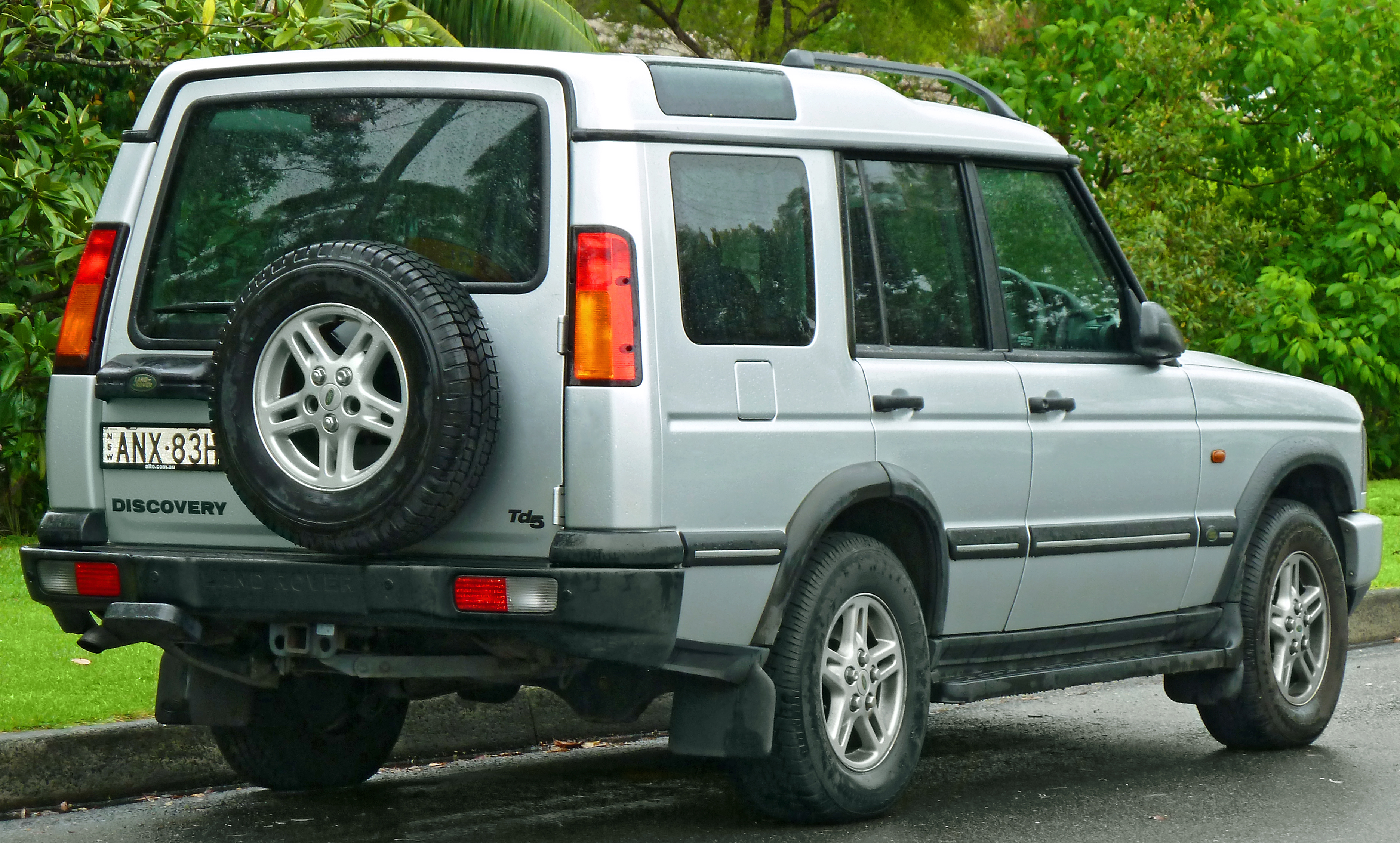
Heckansicht
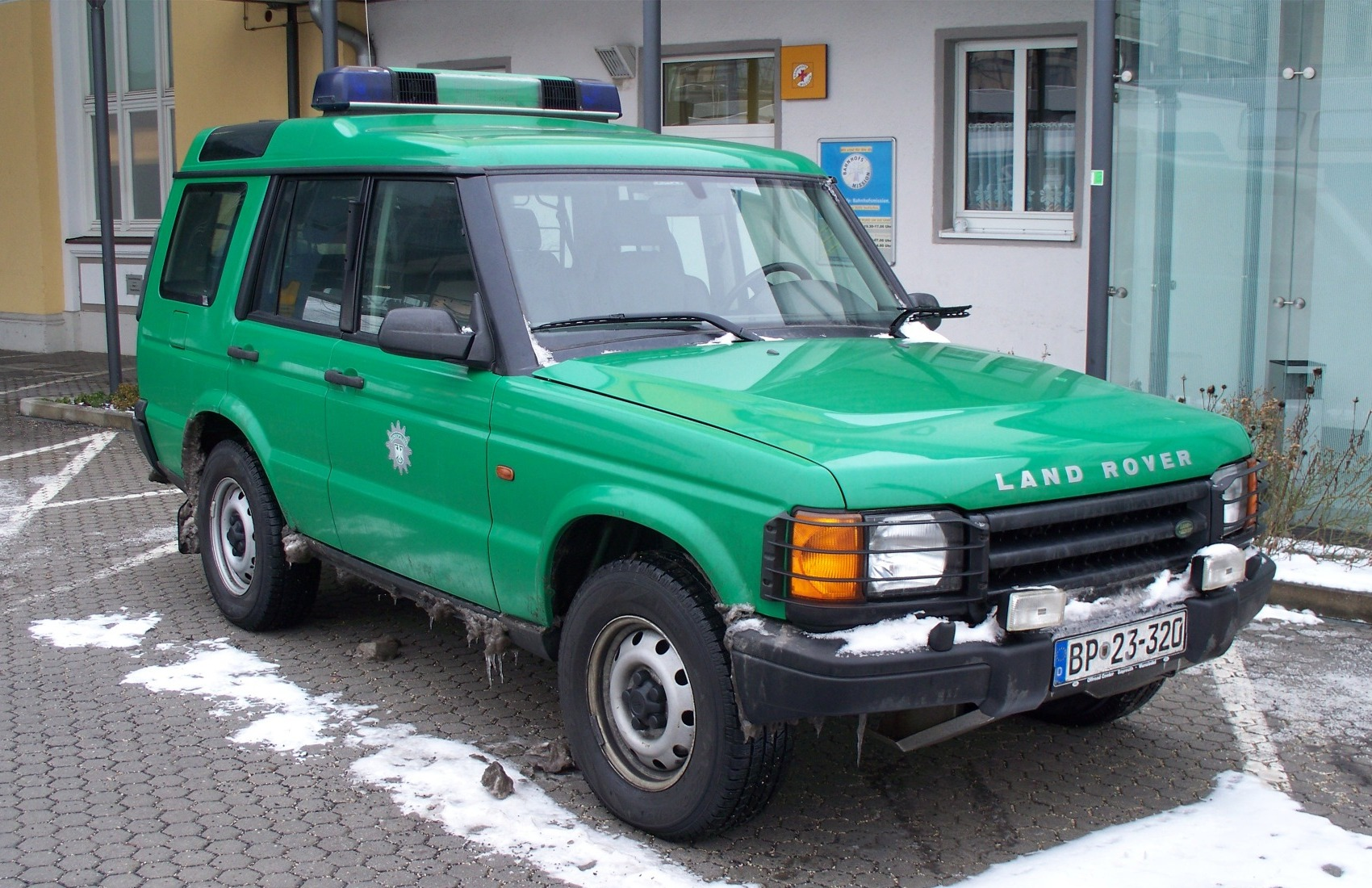
Land Rover Discovery der Bundespolizei

## Discovery 3 (2004–2009)
Für den Discovery der dritten Generation gab es ab dem im Juli 2004 erfolgten Produktionsstart einen 140 kW (190 PS) starken 2,7-Liter-Sechszylinder-Common-Rail-Diesel mit Turboaufladung (TDV6) und einen 4,4-Liter-V8-Benziner mit 220 kW (299 PS). Der Dieselmotor stammt von Ford/PSA und der Ottomotor aus dem Hause Jaguar. Für den nordamerikanischen und australischen Markt gab es 2005 auch einen 4,0-Liter-V6 mit 161 kW (219 PS). Optional gab es ein Automatikgetriebe mit manuellem und Sportmodus.
Des Weiteren erhielt der Discovery das sogenannte Terrain-Response-System. Hier kann mit einem Drehschalter zwischen den Vordersitzen zwischen fünf verschiedenen Fahrprogrammen gewählt werden: Straßenbetrieb, Schlamm und Furchen, Sand, Gras/Schotter/Schnee und Geröll-Kriechgang. Dabei stellen sich auch die elektronischen Steuerungen von Fahrzeugniveau, Motor, Antriebsschlupfregelung, Automatikgetriebe sowie die Bergabfahrkontrolle ideal auf den gewählten Untergrund ein.
In der Länge legte der Discovery um 130 Millimeter auf 4835 mm zu, in der Breite um 35 Millimeter auf 1885 mm. Der Radstand wuchs um 345 mm auf 2885 mm. Er wurde ausgestattet mit sechs Airbags, Klimaanlage, ESP, CD-Radio, Fensterheber und Zentralverriegelung. Optionale Ausstattungsmerkmale waren Xenonlicht, Luftfederung/Terrain Response, PDC, Sichtpaket, größere Räder, elektrisch verstellbare Ledersitze, Tempomat und ein anderes Soundsystem.

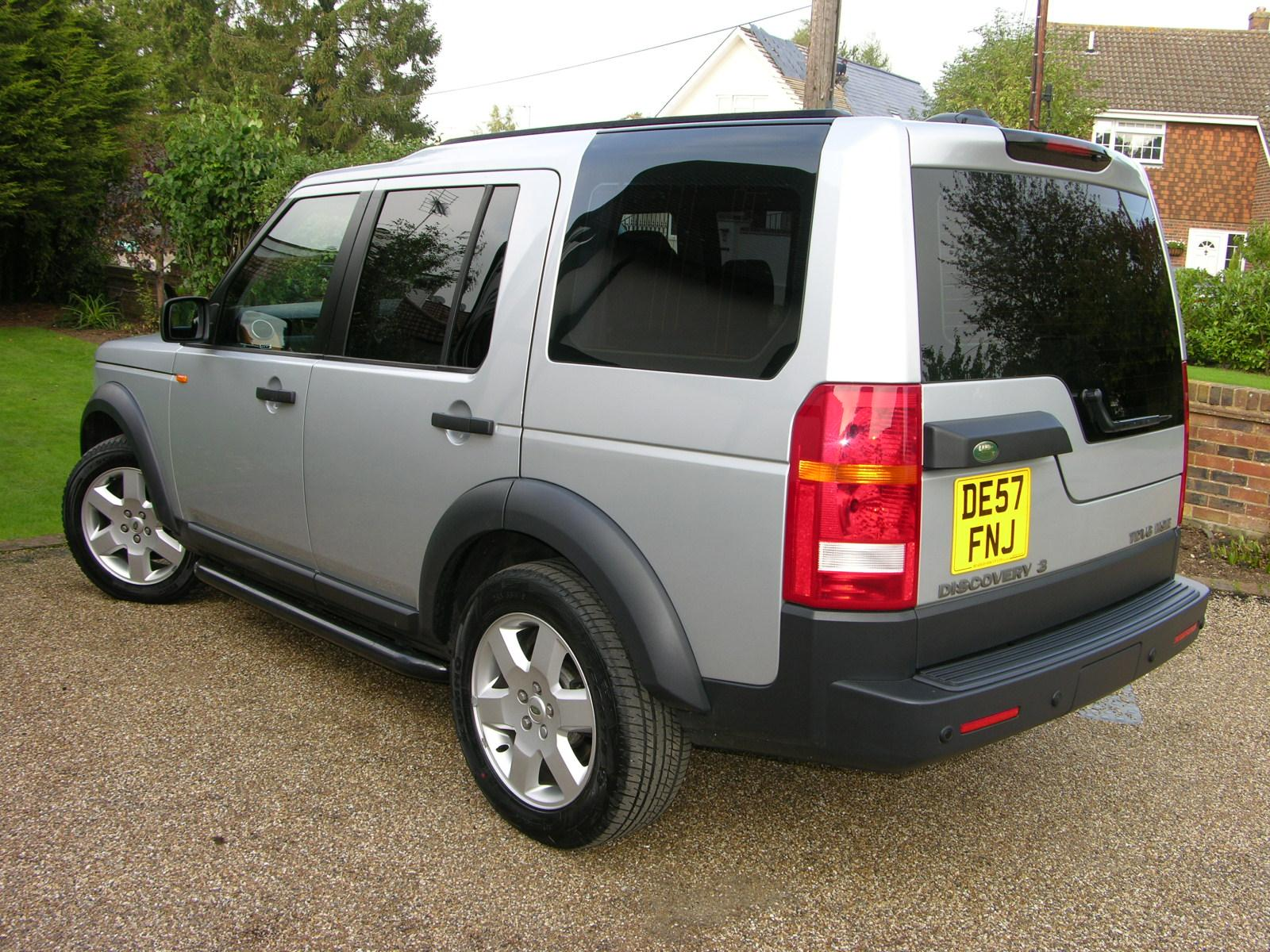
Heckansicht
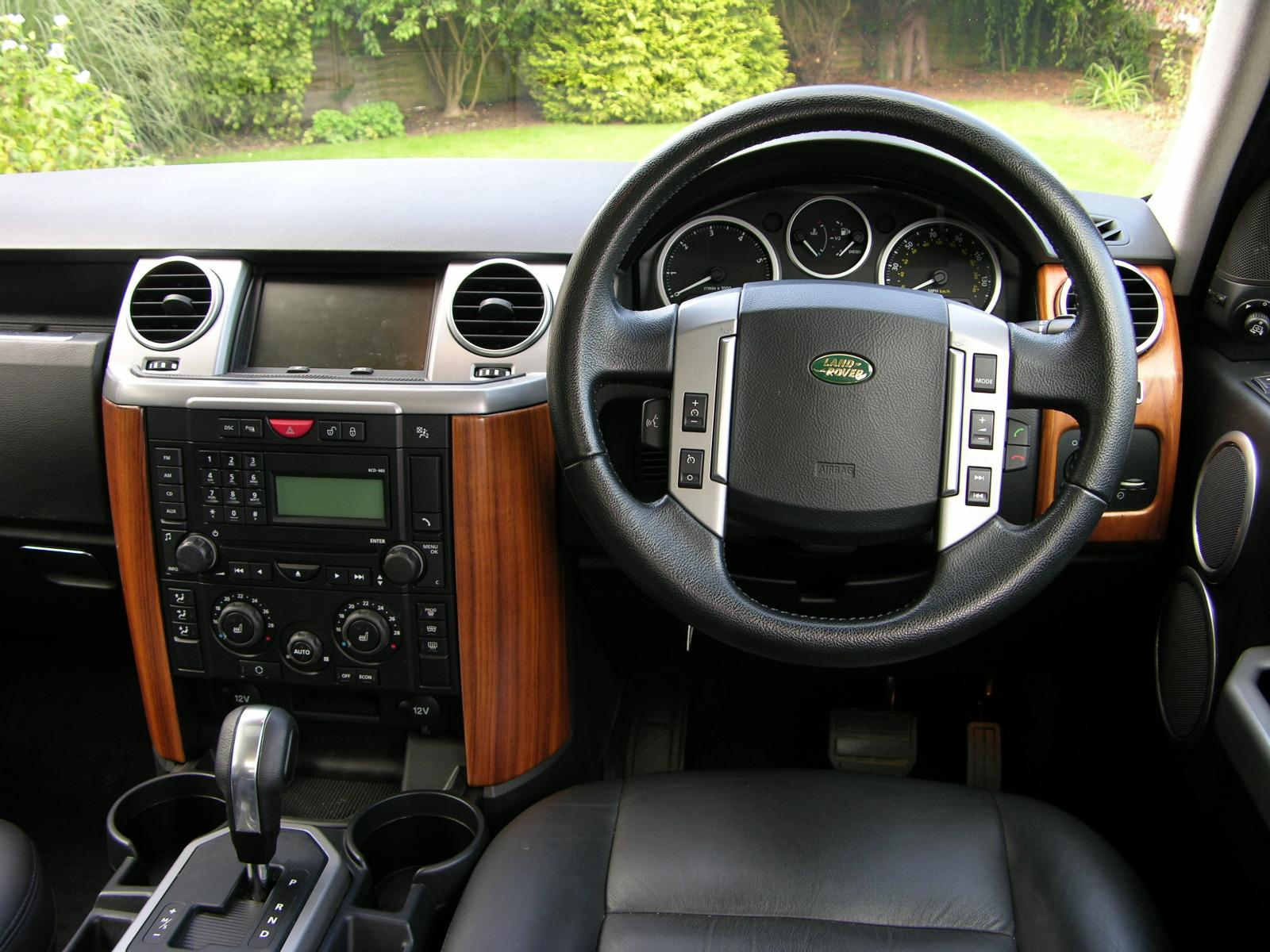
Cockpit

### Motoren
| Ottomotoren   | Ottomotoren | Ottomotoren | Ottomotoren                  | Ottomotoren         | Ottomotoren                              | Ottomotoren     |
| Modell        | Hubraum     | Zylinder    | Leistung                     | Drehmoment          | Getriebe                                 | Bauzeit         |
| ------------- | ----------- | ----------- | ---------------------------- | ------------------- | ---------------------------------------- | --------------- |
| V6 4.0        | 4009 cm³    | V6          | 161 kW (219 PS) bei 4500/min | 360 Nm bei 3000/min | 6-Stufen-Automatik                       | 2005–2009       |
| V8 4.4        | 4394 cm³    | V8          | 220 kW (299 PS) bei 5500/min | 425 Nm bei 4000/min | 6-Stufen-Automatik                       | 06/2004–08/2007 |
| Dieselmotoren |             |             |                              |                     |                                          |                 |
| Modell        | Hubraum     | Zylinder    | Leistung                     | Drehmoment          | Bemerkung                                | Bauzeit         |
| TD V6 2.7     | 2720 cm³    | V6          | 140 kW (190 PS) bei 4000/min | 440 Nm bei 1900/min | 6-Gang-Schaltgetriebe/6-Stufen-Automatik | 06/2004–07/2009 |

## Discovery 4 (2009–2017)
Der im September 2009 lancierte Discovery 4 stellt im eigentlichen Sinne nicht die vierte Generation der Serie dar, wird aber von Land Rover offiziell so bezeichnet. Vielmehr ist der Discovery 4 eine modifizierte Version des seit 2004 produzierten Modells.
Vor allem optisch wurde der Discovery stärker an den größeren Range Rover angepasst und erhielt auch technische Verbesserungen.
Für den Discovery 4 gab es zu Beginn nur noch Dieselmotoren, einen schon aus dem Vorgänger bekannten 140 kW (190 PS) leistenden 2,7-Liter-Sechszylinder-Common-Rail-Diesel (TDV6), sowie einen 3,0-Liter-V6 mit 180 kW (245 PS). Dieser war eine Neuentwicklung in Zusammenarbeit mit PSA und Jaguar.
Der 2,7-Liter-Motor von Ford wurde im Frühsommer 2010 durch eine leistungsreduzierte Version des 3,0-Liter mit 155 kW (211 PS) ersetzt. Unterdessen wird in einigen Ländern, wie zum Beispiel in der Schweiz, Polen, Schweden, Amerika, Australien und Russland, ein 5,0-Liter-V8-Benziner mit 276 kW (375 PS) angeboten. In der gepanzerten Version wird ausschließlich dieser Motor eingebaut.
Seit Ende 2010 war der Discovery auch als 256 PS leistender SDV6 erhältlich, der den TDV6 mit 245 PS ersetzte. Seitdem ist bei allen Dieselmotorisierungen auch die 8-Stufen-Automatik von ZF serienmäßig. Durch die feineren Schaltstufen reduziert sie den Kraftstoffverbrauch und die CO2-Emissionen und ist am neuen, aus dem Jaguar XF bekannten, Automatik-Drehregler erkennbar (auch „Drive-Selector“ genannt).
Mit dem auf der IAA 2013 vorgestellten Facelift erhielt auch der nunmehr als V6 angebotene Benziner eine 8-Stufen-Automatik.
In Österreich existieren zwei als LKW bezeichnete Varianten mit hinter der ersten oder zweiten Reihe angebrachtem Schutzgitter. Damit lässt sich eine Einstufung als LKW (2-Sitzer) oder Befreiung der NoVA (4-Sitzer) erreichen.

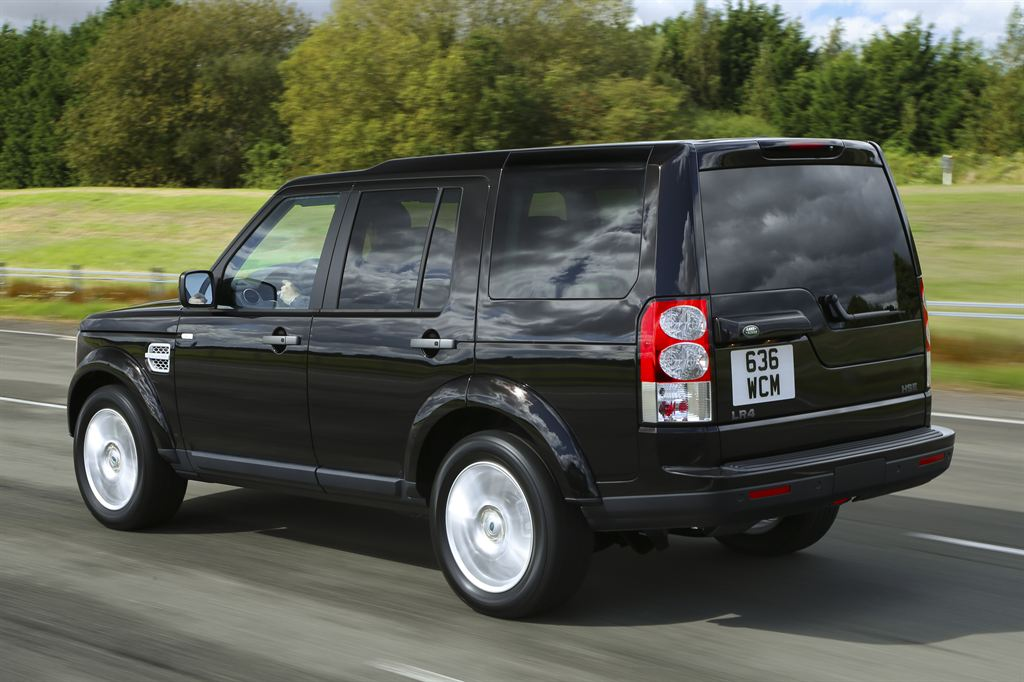
Heckansicht
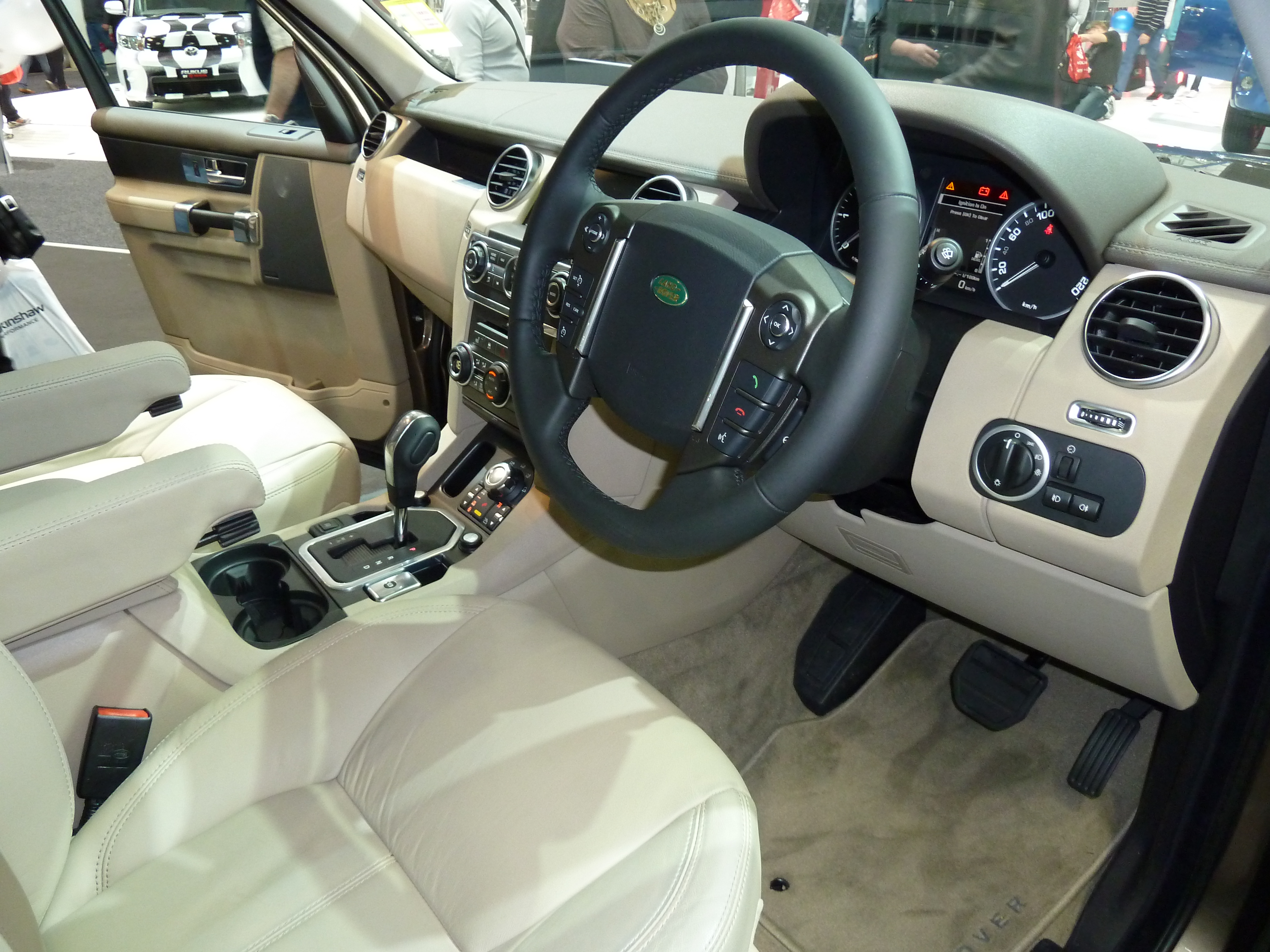
Cockpit
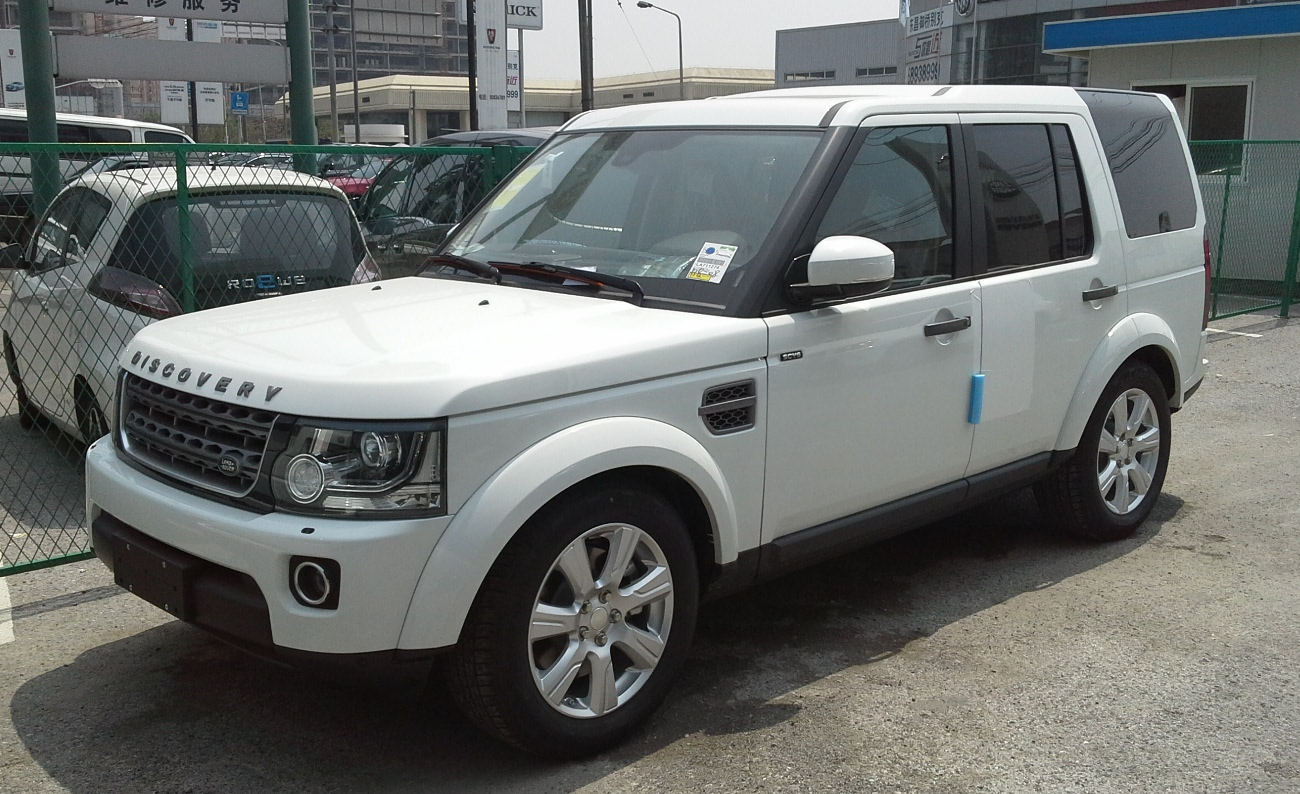
Land Rover Discovery (2013–2017)

### Technische Daten
| Kenngrößen                                  | V8 1                         | V6 Supercharged              | TDV6                           | TDV6                           | TDV6                           | SDV6                           |                                |
| Bauzeitraum                                 | 09/2009–08/2013              | 08/2013–04/2017              | 09/2009–05/2010                | 05/2010–04/2017                | 09/2009–10/2010                | 11/2010–04/2017                |                                |
| Motorkenndaten                              |                              |                              |                                |                                |                                |                                |                                |
| Motortyp                                    | V8-Ottomotor                 | V6-Ottomotor                 | V6-Dieselmotor                 | V6-Dieselmotor                 | V6-Dieselmotor                 | V6-Dieselmotor                 |                                |
| Gemischaufbereitung                         | Direkteinspritzung           | Direkteinspritzung           | Common-Rail-Direkteinspritzung | Common-Rail-Direkteinspritzung | Common-Rail-Direkteinspritzung | Common-Rail-Direkteinspritzung | Common-Rail-Direkteinspritzung |
| Motoraufladung                              | –                            | Kompressor                   | Turbolader                     | Biturbo                        | Biturbo                        | Biturbo                        |                                |
| Hubraum                                     | 5000 cm³                     | 2995 cm³                     | 2720 cm³                       | 2993 cm³                       | 2993 cm³                       | 2993 cm³                       |                                |
| max. Leistung                               | 276 kW (375 PS) bei 6500/min | 250 kW (340 PS) bei 6500/min | 140 kW (190 PS) bei 4000/min   | 155 kW (211 PS) bei 4000/min   | 180 kW (245 PS) bei 4000/min   | 188 kW (256 PS) bei 4000/min   |                                |
| max. Drehmoment                             | 510 Nm bei 3500/min          | 450 Nm bei 3500–5000/min     | 440 Nm bei 1900/min            | 520 Nm bei 1500–2500/min       | 600 Nm bei 2000/min            | 600 Nm bei 2000/min            |                                |
| Kraftübertragung                            |                              |                              |                                |                                |                                |                                |                                |
| Antrieb, serienmäßig                        | Allradantrieb                | Allradantrieb                | Allradantrieb                  | Allradantrieb                  | Allradantrieb                  | Allradantrieb                  |                                |
| Getriebe, serienmäßig                       | 6-Stufen-Automatik           | 8-Stufen-Automatik           | 6-Gang-Schaltgetriebe          | 8-Stufen-Automatik             | 6-Stufen-Automatik             | 8-Stufen-Automatik             |                                |
| Getriebe, optional                          | –                            | –                            | 6-Stufen-Automatik             | –                              | –                              | –                              |                                |
| Messwerte                                   |                              |                              |                                |                                |                                |                                |                                |
| Höchstgeschwindigkeit                       | 195 km/h                     | 195 km/h                     | 180 km/h                       | 180 km/h                       | 180 km/h                       | 180 km/h                       |                                |
| Beschleunigung, 0–100 km/h                  | 7,9 s                        | 8,1 s                        | 12,7 s                         | 10,7 s                         | 9,6 s                          | 9,3 s                          |                                |
| Kraftstoffverbrauch auf 100 km (kombiniert) | 14,1 l Super                 | 11,5 l Super                 | 10,2 l Diesel                  | 7,8 l Diesel                   | 9,3 l Diesel                   | 8,0 l Diesel                   |                                |
| CO2-Emission (kombiniert)                   | 328 g/km                     | 269 g/km                     | 270 g/km                       | 203 g/km                       | 244 g/km                       | 203 g/km                       |                                |
| Abgasnorm nach EU-Klassifikation            | Euro 5                       | Euro 6                       | Euro 4                         | Euro 5 / Euro 6                | Euro 5                         | Euro 5 / Euro 6                |                                |

## Discovery 5 (seit 2017)
| Sterne im Euro NCAP-Crashtest |

Auf dem Pariser Autosalon im Oktober 2016 präsentierte Land Rover die fünfte Generation des Discovery. Diese steht seit Frühjahr 2017 zu Preisen ab 50.500 Euro bei den Händlern. Dauerhaft werden vier Ausstattungsvarianten angeboten, zur Markteinführung bot Land Rover das Fahrzeug zusätzlich als auf 2.400 Exemplare limitiertes Sondermodell „First-Edition“ mit dem stärksten Dieselmotor an. Eine überarbeitete Version der Baureihe wurde im November 2020 vorgestellt.
Um Gewicht zu sparen, baut die fünfte Generation nun statt auf einer Leiterrahmenkonstruktion auf einer selbsttragenden Karosserie aus Aluminium auf. Weiterhin ist der Discovery auch als Siebensitzer erhältlich.

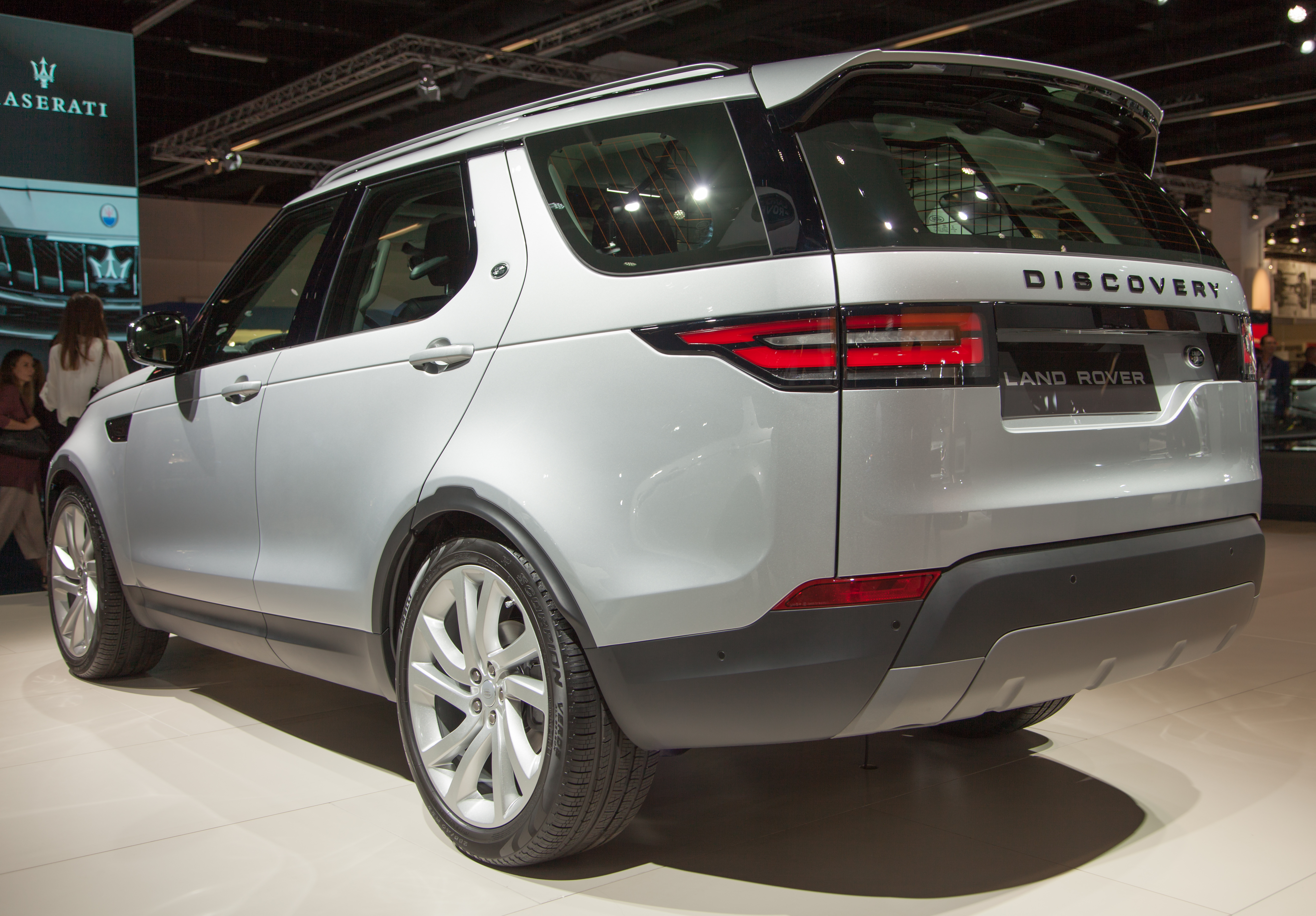
Heckansicht
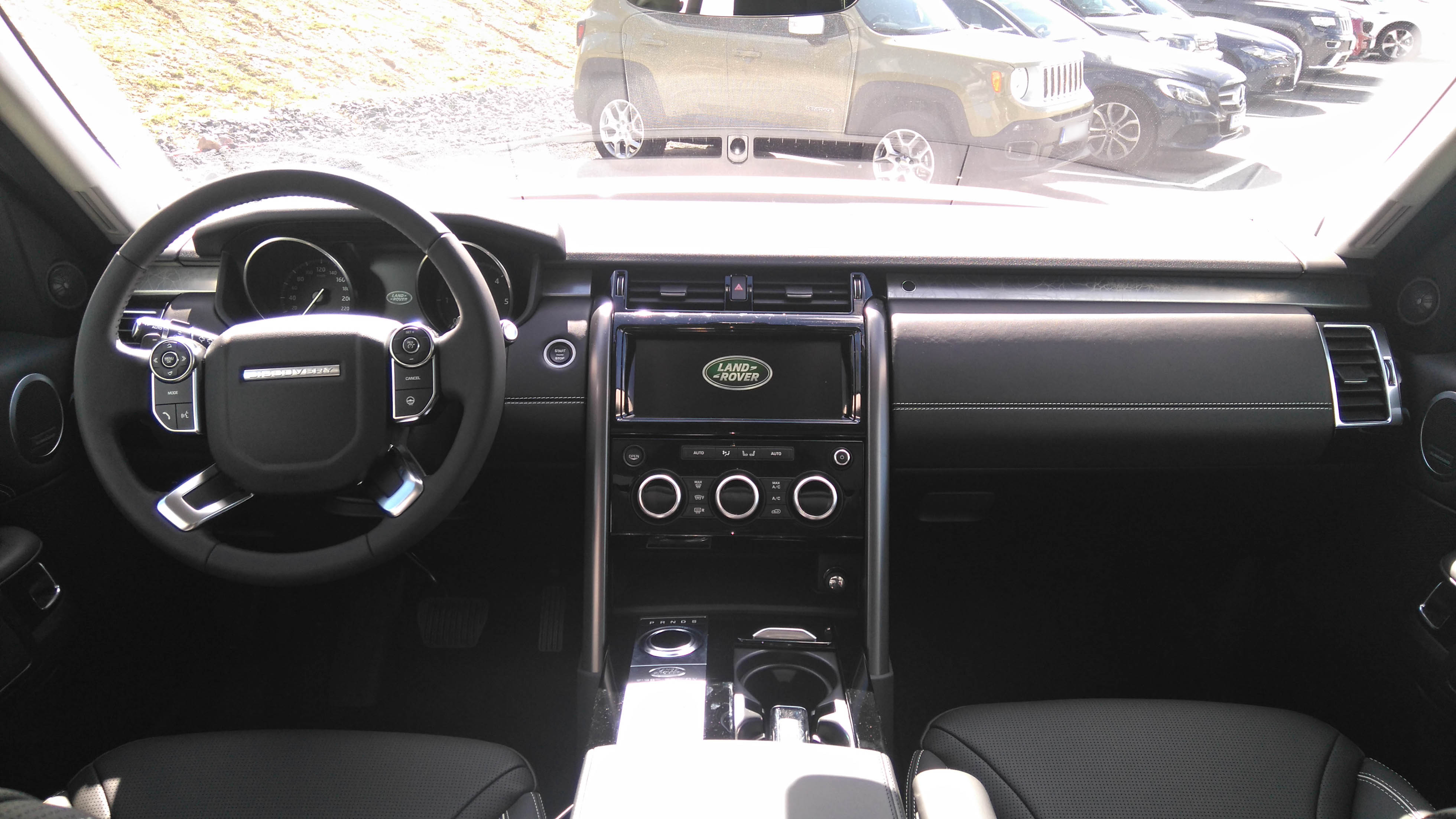
Cockpit

### Technische Daten
| Kenngrößen                                  | 2.0 Si4                           | P300                         | 3.0 Si6                      | P360                              | 2.0 TD4                        | 2.0 SD4                           | D250                           | 3.0 TD6                        | D300                           | 3.0 SD6                        | D350                           |
| Bauzeitraum                                 | 12/2017–11/2020                   | 11/2020–10/2021              | 04/2017–05/2018              | 11/2020–04/2024                   | 04/2017–05/2018                | 04/2017–11/2020                   | seit 11/2020                   | 04/2017–05/2018                | 11/2020–04/2024                | 08/2018–11/2020                | seit 05/2024                   |
| Motorkenndaten                              |                                   |                              |                              |                                   |                                |                                   |                                |                                |                                |                                |                                |
| Motortyp                                    | R4-Ottomotor                      | R4-Ottomotor                 | V6-Ottomotor                 | V6-Ottomotor                      | R4-Dieselmotor                 | R4-Dieselmotor                    | R6-Dieselmotor                 | V6-Dieselmotor                 | R6-Dieselmotor                 | V6-Dieselmotor                 | R6-Dieselmotor                 |
| Gemischaufbereitung                         | Benzindirekteinspritzung          | Benzindirekteinspritzung     | Benzindirekteinspritzung     | Benzindirekteinspritzung          | Common-Rail-Direkteinspritzung | Common-Rail-Direkteinspritzung    | Common-Rail-Direkteinspritzung | Common-Rail-Direkteinspritzung | Common-Rail-Direkteinspritzung | Common-Rail-Direkteinspritzung | Common-Rail-Direkteinspritzung |
| Motoraufladung                              | Turbolader                        | Turbolader                   | Kompressor                   | Turbolader                        | Turbolader                     | Biturbo                           | Turbolader                     | Turbolader                     | Biturbo                        | Biturbo                        | Biturbo                        |
| Hubraum                                     | 1997 cm³                          | 1997 cm³                     | 2995 cm³                     | 2995 cm³                          | 1999 cm³                       | 1999 cm³                          | 2997 cm³                       | 2993 cm³                       | 2997 cm³                       | 2993 cm³                       | 2997 cm³                       |
| max. Leistung                               | 221 kW (300 PS) bei 5500/min      | 221 kW (300 PS) bei 5500/min | 250 kW (340 PS) bei 6500/min | 265 kW (360 PS) bei 5500–6500/min | 132 kW (180 PS) bei 4000/min   | 177 kW (240 PS) bei 4000/min      | 183 kW (249 PS) bei 4000/min   | 190 kW (258 PS) bei 4000/min   | 221 kW (300 PS) bei 4000/min   | 225 kW (306 PS) bei 3750/min   | 257 kW (350 PS) bei 4000/min   |
| max. Drehmoment                             | 400 Nm bei 1500–4000/min          | 400 Nm bei 1500–4500/min     | 450 Nm bei 3500–5000/min     | 500 Nm bei 1750–5000/min          | 430 Nm bei 1500/min            | 500 Nm bei 1500/min               | 570 Nm bei 1250–2250/min       | 600 Nm bei 1750–2250/min       | 650 Nm bei 1500–2500/min       | 700 Nm bei 1500/min            | 700 Nm bei 1500–3000/min       |
| Kraftübertragung                            |                                   |                              |                              |                                   |                                |                                   |                                |                                |                                |                                |                                |
| Antrieb, serienmäßig                        | Allradantrieb                     | Allradantrieb                | Allradantrieb                | Allradantrieb                     | Allradantrieb                  | Allradantrieb                     | Allradantrieb                  | Allradantrieb                  | Allradantrieb                  | Allradantrieb                  | Allradantrieb                  |
| Getriebe, serienmäßig                       | 8-Stufen-Automatikgetriebe        | 8-Stufen-Automatikgetriebe   | 8-Stufen-Automatikgetriebe   | 8-Stufen-Automatikgetriebe        | 8-Stufen-Automatikgetriebe     | 8-Stufen-Automatikgetriebe        | 8-Stufen-Automatikgetriebe     | 8-Stufen-Automatikgetriebe     | 8-Stufen-Automatikgetriebe     | 8-Stufen-Automatikgetriebe     | 8-Stufen-Automatikgetriebe     |
| Messwerte                                   |                                   |                              |                              |                                   |                                |                                   |                                |                                |                                |                                |                                |
| Höchstgeschwindigkeit                       | 201 km/h                          | 201 km/h                     | 215 km/h                     | 209 km/h                          | 189 km/h                       | 207 km/h                          | 194 km/h                       | 209 km/h                       | 209 km/h                       | 209 km/h                       | 209 km/h                       |
| Beschleunigung, 0–100 km/h                  | 7,7 s                             | 7,3 s                        | 7,1 s                        | 6,5 s                             | 10,5 s                         | 8,3–8,7 s                         | 8,1 s                          | 8,1 s                          | 6,8 s                          | 7,5 s                          | 6,3 s                          |
| Tankinhalt                                  | 90 l                              | 90 l                         | 89 l                         | 90 l                              | 77 l                           | 77 l                              | 89 l                           | 85 l                           | 89 l                           | 85 l                           | 89 l                           |
| Kraftstoffverbrauch auf 100 km (kombiniert) | 9,4–9,9 l Super                   | 9,1–9,5 l Super              | 10,9 l Super                 | 9,3–9,4 l Super                   | 6,2 l Diesel                   | 6,4–7,7 l Diesel                  | 7,3–7,5 l Diesel               | 7,2 l Diesel                   | 7,3–7,5 l Diesel               | 7,6–8,0 l Diesel               | 8,5–8,6 l Diesel               |
| CO2-Emission (kombiniert)                   | 216–225 g/km                      | 207–216 g/km                 | 254 g/km                     | 210–213 g/km                      | 163 g/km                       | 168–202 g/km                      | 194–199 g/km                   | 189 g/km                       | 194–199 g/km                   | 201–205 g/km                   | 223–225 g/km                   |
| Abgasnorm nach EU-Klassifikation            | Euro 6 (ab 08/2018: Euro 6d-TEMP) | Euro 6d                      | Euro 6                       | Euro 6d                           | Euro 6                         | Euro 6 (ab 08/2018: Euro 6d-TEMP) | Euro 6d (ab 05/2024: Euro 6e)  | Euro 6                         | Euro 6d                        | Euro 6d-TEMP                   | Euro 6e                        |

### Discovery SVX

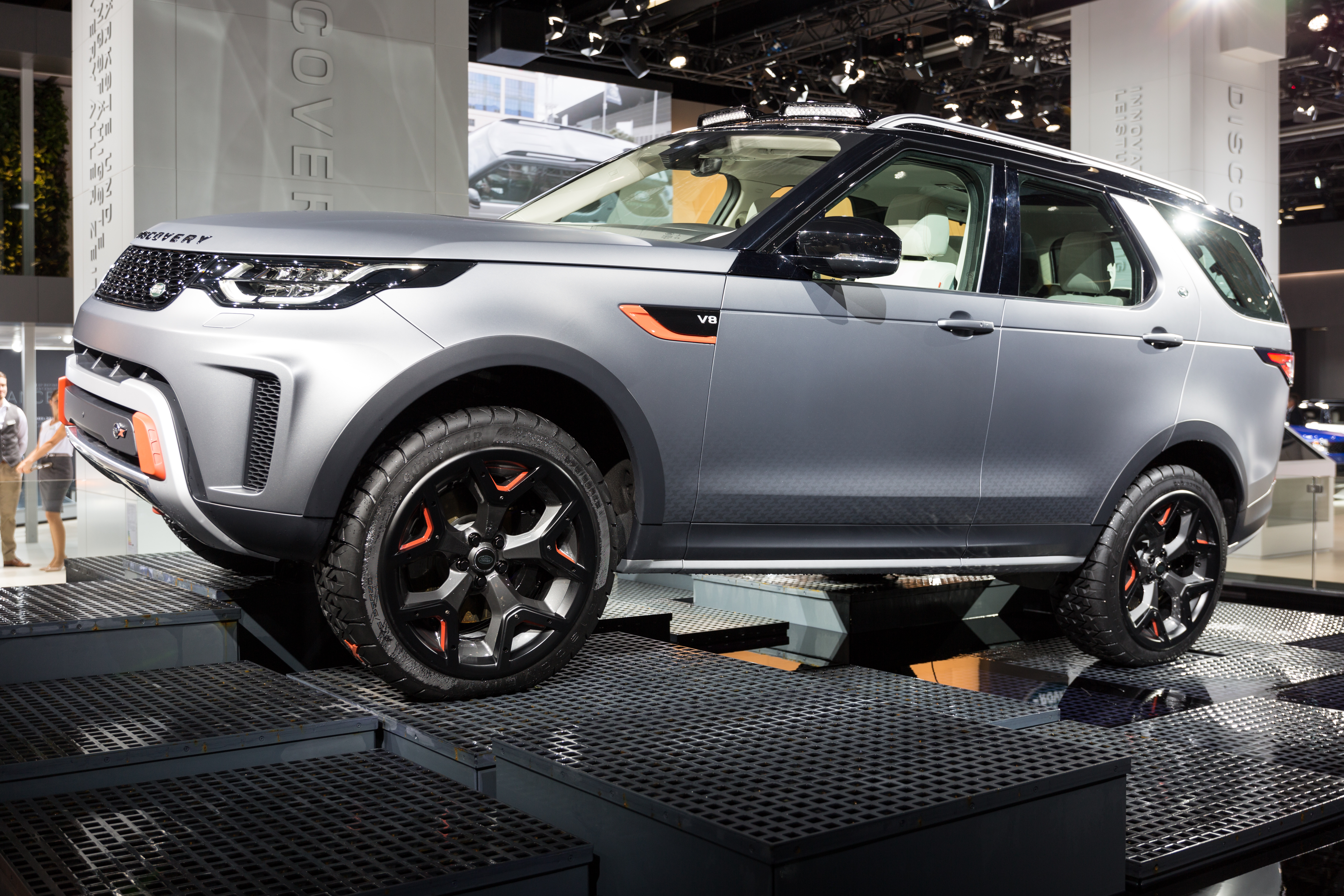
Discovery SVX auf der IAA 2017

Auf der Internationalen Automobil-Ausstellung im September 2017 präsentierte Land Rover den Discovery SVX. Dieser wurde von der Spezialabteilung SVO (Special Vehicle Operations) entwickelt und ist nach dem Range Rover Sport SVR und dem Range Rover SVAutobiography das dritte Performance-Modell des Herstellers. Angetrieben wird der Geländewagen vom Fünfliter-Kompressor-Ottomotor aus dem Range Rover und dem Range Rover Sport. Im Gegensatz zu diesen leistet der Antrieb jedoch 19 kW (25 PS) weniger. Im Februar 2019 gab der Hersteller bekannt, dass der Discovery SVX nicht in Serie produziert werden würde.

## Discovery bei Polizei und als Expeditionsfahrzeug
Bei der britischen Polizei wurden bisher einige Modelle der Discovery-Reihe als Streifenwagen benutzt, ebenso wie der Defender. Auch bei deutschen Länderpolizeien und der Bundespolizei wird der Discovery eingesetzt. Beim Bundesgrenzschutz und den Bereitschaftspolizeien der Länder wurden 350 Discovery mit TD5-Motor verwendet.
Die Camel Trophy wurde regelmäßig bis 1998 bevorzugt mit Discovery-Modellen sowie anderen Land-Rover-Fahrzeugen gefahren. Der Camel-Trophy-Discovery in Sandbeige mit Gepäckträger und Zusatzscheinwerfern genießt Kultstatus.

## Discovery im Film
Wie andere Mitglieder der Land-Rover-Familie war auch der Discovery oft in James-Bond-Filmen zu sehen. Zudem ist der Land Rover Discovery in den englischen Serien Midsomer Murders und The Inspector Lynley Mysteries zu sehen. Das Agententeam von Ethan Hunt alias Tom Cruise in Mission: Impossible III fuhr während der Verfolgungsjagd in den Straßen von Shanghai einen Discovery III. In der norwegisch-amerikanischen Krimiserie Lilyhammer sieht man Steven Van Zandt als Frank „The Fixer“ Tagliano sehr oft hinter dem Steuer eines Discovery IV.